# Actio ex testamento
Die actio ex testamento war im antiken römischen Recht eine Herausgabeklage für Damnationslegate (legatum per damnationem – aus lat.: legatum, „Vermächtnis“). 
Der Vermächtnisnehmer (Legatar) hatte nicht die Befugnis, sich die ihm aus der Erbschaft zustehende Sache eigenmächtig zu verschaffen. Er musste sein Recht vielmehr einklagen. Während ein Erbe das gesamte oder Teile des Vermögens erbte und damit in die Rechtsnachfolge des Erblassers eintrat, erhielt der Vermächtnisnehmer lediglich einen bestimmten Vermögensgegenstand aus dem Nachlass zugewandt. Für ihn bedeutete dies die Beschreitung eines eigenen Klageweges. Bei Verweigerung der Herausgabe des Erbes oder eines Teils desselben, strengte der Erbe die rei vindicatio (Vindikationslegat) an, der Vermächtnisnehmer hingegen war auf die actio ex testamento (Damnationslegat) verwiesen. Justinian I. ließ in der Spätantike beide Legatsformen miteinander verschmelzen.

## Verpflichtungsgeschäft
Im Gegensatz zum Vindikationslegat war das Damnationslegat ein Verpflichtungsgeschäft. Die gerichtliche Wortformel „damnus esto“ bedeutete: „er soll verpflichtet sein“. Der Wortlaut verdeutlicht, dass ein Verpflichtungs- und kein Verfügungsgeschäft verfolgt wurde. Inhaltlich konnte das Verpflichtungsgeschäft unterschiedliche Sonderformen aufweisen. Bei einem Forderungsvermächtnis vermachte der Erblasser dem Vermächtnisnehmer eine Forderung gegen einen Dritten, wobei der Erbe diese an den Vermächtnisnehmer abtreten musste. Beim Verschaffungsvermächtnis vermachte der Erblasser nicht ihm gehörende Sachen, die der Erbe zu erwerben und an den Vermächtnisnehmer auszufolgen hatte.

## Gesetzliche Legatsbeschränkungen
Legate unterfielen in republikanischer Zeit häufiger gesetzlichen Beschränkungen.
- So verfügte die lex Furia testamentaria (zwischen 204 und 169 v. Chr.), dass Legate höchstens 1000 As betragen durften, widrigenfalls in Höhe des Vierfachen des Überschussbetrages an den Erben zurückzuführen war.[1] Ausgenommen waren Blutsverwandte.[2]
- Die lex Voconia aus dem Jahr 169 v. Chr. verbot, dass Bürger der ersten Zensusklasse an Vermächtnis mehr annahmen, als der Erbe oder alle Erben zusammen erhielten. Die Sanktion des Gesetzes ist nicht überliefert.[2]
- Die lex falcidia erlaubte es dem Erblasser ab 40 v. Chr., über 3/4 des Wertes des Nachlasses per Legat zu bestimmen, wobei lediglich 1/4 des Wertes den Erben verbleiben musste.[1]